# Pilot Pen Tennis 2004
Il Pilot Pen Tennis 2004  è stato un torneo di tennis giocato sul cemento. È stata la 20ª edizione del Pilot Pen Tennis, che fa parte della categoria Tier II nell'ambito del WTA Tour 2004.  Il torneo si è giocato a New Haven nel Connecticut negli USA, dal 23 al 29 agosto 2004.

## Campioni

### Singolare femminile
Elena Bovina ha battuto in finale  Nathalie Dechy con il punteggio di 6–2, 2–6, 7–5

### Doppio femminile
Nadia Petrova /  Meghann Shaughnessy hanno battuto in finale  Martina Navrátilová /  Lisa Raymond con il punteggio di 6–1, 1–6, 7–6(4)